# Gerco Schröder
Gerco Bernardus Schröder (* 28. Juli 1978 in Tubbergen) ist ein niederländischer Springreiter und zweifacher Silbermedaillengewinner bei den Olympischen Sommerspielen 2012.
Im September 2012 befand er sich in der Springreiter-Weltrangliste der FEI auf Rang 13.

## Privates
Schröder wurde als jüngster von drei Brüdern als Sohn eines Landwirts geboren. Seine älteren Brüder Ben Schröder und Wim Schröder sind ebenfalls Springreiter.

## Karriere
Gerco Schröder wollte zunächst seinem Vater nachfolgen und Landwirt werden. Mit dem Reiten begann er im Alter von sieben Jahren. Auf Wunsch seines Bruders Wim übernahm er ein Pony und erritt mit diesem erste Erfolge im Reitsport. Infolgedessen konzertierte sich auch Gerco Schröder auf seine Sportlerlaufbahn. Zu Beginn seiner beruflichen Tätigkeit war er als Bereiter im Ausbildungs- und Handelsstall tätig, den Bruder Ben Schröder aus dem landwirtschaftlichen Betrieb des Vaters aufbaute.
Seinen ersten großen internationalen Erfolg feierte Schröder, als er 1996 mit Calypso Europameister der Jungen Reiter in der Einzelwertung wurde. Zwei Jahre später gelang ihm dies mit Geneve erneut, zudem gewann er hier auch mit der Mannschaft die Goldmedaille. In dieser Zeit wechselte Gerco Schröder auch den Arbeitgeber: Auf Empfehlung seines Bruders Wim wechselte er zum Stall Eurocommerce, wo er als Bereiter tätig war.
Bei den Olympischen Sommerspielen 2004 ritt er im Team mit Wim Schröder, Leopold van Asten und Gert-Jan Bruggink auf Platz vier. Gemeinsam mit Jeroen Dubbeldam, Piet Raijmakers und Albert Zoer gewann er 2006 bei den Weltreiterspielen in Aachen Teamgold. Ein Jahr später gewann er mit der Niederländischen Mannschaft im Sattel von Berlin auch Gold bei den Europameisterschaften in Mannheim.
Im Jahr 2010 gewann er die niederländische Meisterschaft. Mit Berlin ritt Gerco Schröder im Nationenpreis in Aachen auf Platz zwei. Zwei Mal den vierten Platz erreichte er mit New Orleans bei den Europameisterschaften 2011. In der Einzelwertung lag er bis zum letzten Sprung auf Goldkurs, riss diesen jedoch und rutschte damit aus den Medaillenrängen.
Bei den Olympischen Spielen 2012 in London gewann er im Sattel von London sowohl im Einzel- als auch im Mannschaftsspringen die Silbermedaille.
Nach den Olympischen Spielen wurden Schröder zunächst mehrere seiner Pferde, so auch London, entzogen. Grund hierfür waren Finanzprobleme von Eurocommerce, die bereits von den Olympischen Spielen bekannt wurden. Nach den Spielen wurden dann die Pferde von der niederländischen Rabobank beschlagnahmt, da sich Eurocommerce in Insolvenz befand. Aufgrund einer Vereinbarung zwischen Bank und Firmenanwalt konnte Schröder zwei Pferde wieder beim Global Champions Tour-Turnier in Wien reiten, wo er mit einem dritten Platz in der Hauptprüfung mit London ein Preisgeld von 45.000 € erritt.
Als Folge aus der Insolvenz wurden im April 2014 die Pferde von Eurocommerce versteigert. Bei der Auktion erwarb Gaston Glock den Hengst London und stellte diesen Gerco Schröder im Rahmen eines Sponsorenvertrags zur Verfügung. Die meisten Pferde, die Gerco Schöder seitdem im Sport vorstellt, befinden sich im Eigentum von Gaston Glock bzw. der Glock HPC NL B.V. Daneben konzentrierte sich Schröder wieder auf den gemeinsam mit seinen Brüdern geführten Ausbildungs- und Handelsstall.

## Pferde (Auszug)

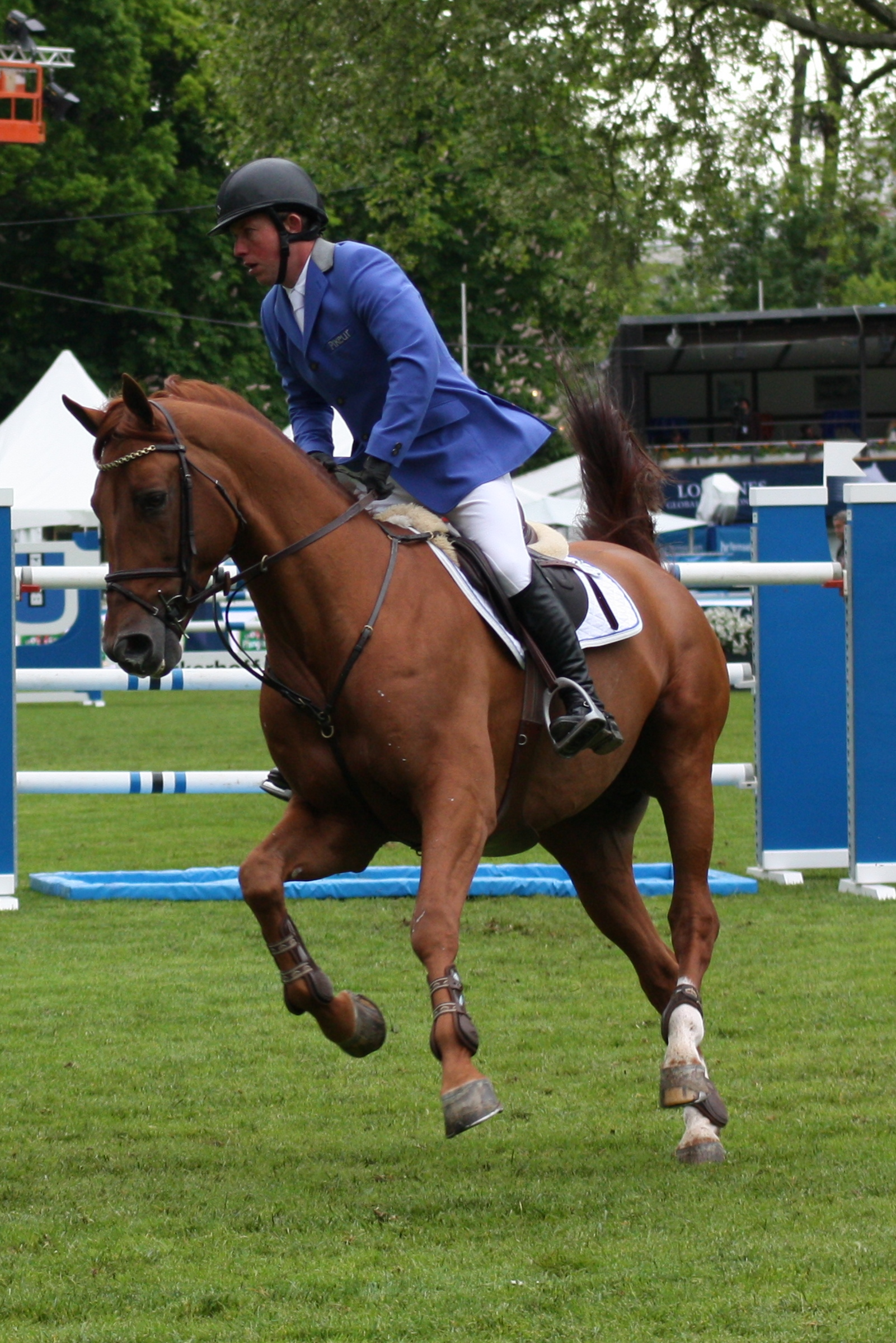
Gerco Schröder mit London beim Pfingstturnier Wiesbaden 2013 (CSI 5*)

- Glock's Cognac Champblanc (* 2003), Holsteiner Schimmelwallach, Vater: Clearway, Muttervater: Caretino[9]
- Eurocommerce Monaco (* 1991), brauner Holsteiner Wallach, Vater: Locato, Muttervater: Romino; aus dem Sport verabschiedet[10]
- Eurocommerce Berlin (* 1994, Zuchtname Caspar), Holsteiner Schimmelhengst, Vater: Cassini I, Muttervater: Caretino; aus dem Sport verabschiedet[11]
- Glock's London (* 2002, Zuchtname Carembar de Muze), Belgischer Fuchshengst, Vater: Nabab de Reve, Muttervater: Chin Chin; im Sommer 2019 aus dem Sport verabschiedet[12][13]
- Eurocommerce Callahan (* 2003), Dunkelbrauner Hannoveraner Hengst, Vater: Contendro, Muttervater: For Pleasure, im April 2014 an Abdullah Sharbatly verkauft[14]

## Erfolge

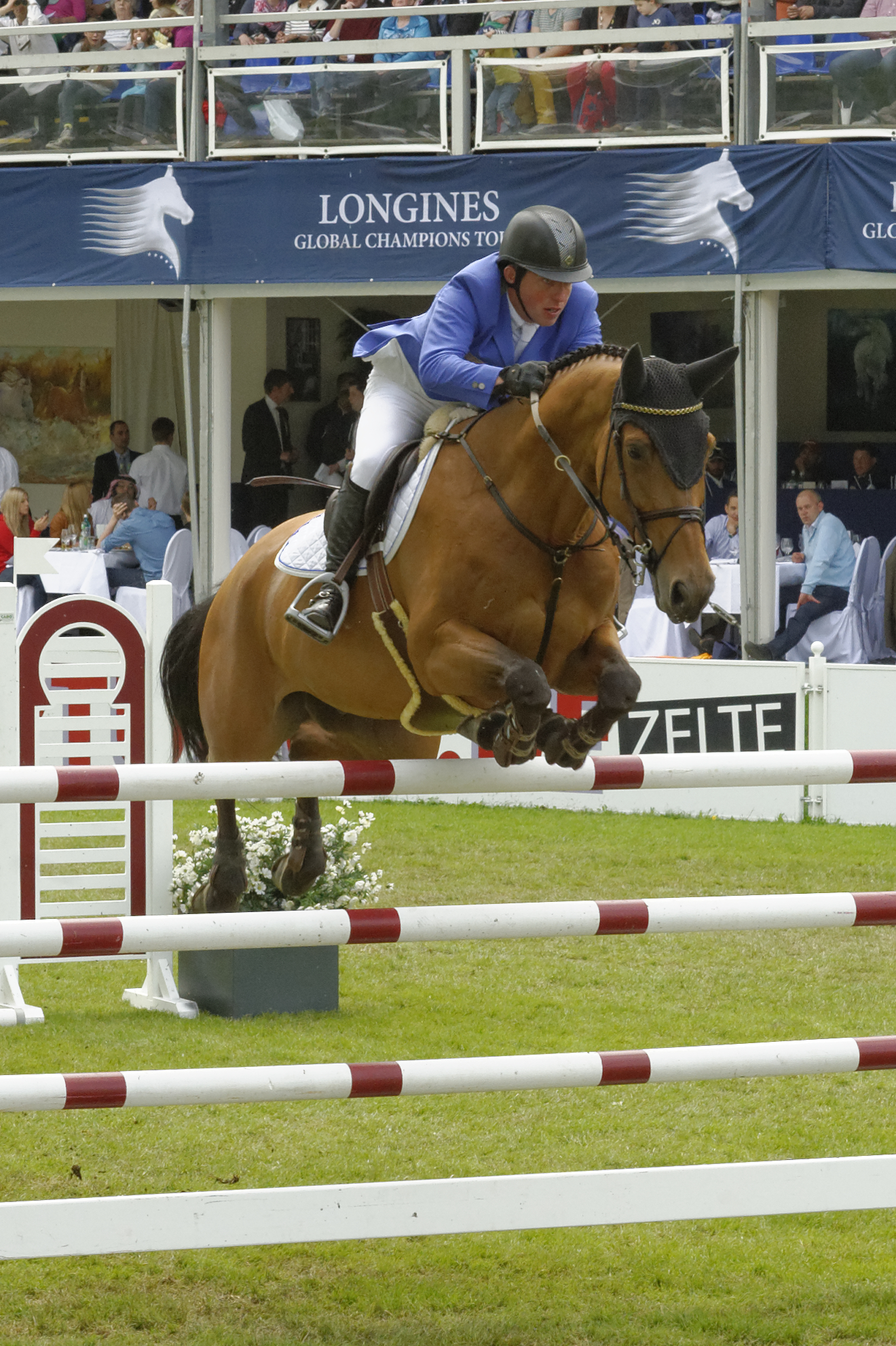
Gerco Schröder auf Seoul beim Internationalen PfingstTurnier Wiesbaden 2013

### Championate und Weltcup
- Olympische Spiele:
  - 2004, Athen: mit Monaco 4. Platz mit der Mannschaft und 46. Platz in der Einzelwertung
  - 2008, Hongkong: mit Monaco 4. Platz mit der Mannschaft und 15. Platz in der Einzelwertung
  - 2012, London: mit London 2. Platz mit der Mannschaft und 2. Platz in der Einzelwertung
- Weltreiterspiele:
  - 2006, Aachen: mit Berlin 1. Platz mit der Mannschaft und 6. Platz in der Einzelwertung
  - 2014, Caen: mit London 1. Platz mit der Mannschaft und 24. Platz in der Einzelwertung
- Europameisterschaften
  - 2007, Mannheim: mit Berlin 1. Platz mit der Mannschaft und 29. Platz in der Einzelwertung
  - 2011, Madrid: mit New Orleans 4. Platz mit der Mannschaft und 4. Platz in der Einzelwertung
  - 2015, Aachen: mit Cognac Champblanc 1. Platz mit der Mannschaft und 36. Platz in der Einzelwertung
- Weltcupfinale:
  - 2003, Las Vegas: 10. Platz mit Geneve
  - 2006, Kuala Lumpur: 8. Platz mit Milano
  - 2011, Leipzig: 6. Platz mit New Orleans
  - 2015, Las Vegas: 12. Platz mit Cognac Champblanc